# Bohdan Bláhovec
Bohdan Bláhovec (* 17. května 1984, Plzeň) je český dokumentarista a básník, představitel slam poetry.
V dětství prodělal dětskou mozkovou obrnu, kvůli čemuž trpí fyzickým postižením, jež s oblibou tematizuje při svým slam vystoupeních.
Získal bakalářský titul na Katedře dokumentární tvorby FAMU. Pro Českou televizi připravoval pořady proStory, Expremiéři, Monoskop, Kmeny. Jeho absolventský film Kdo chce zabít Ashley z prostředí pornobyznysu obdržel Zvláštní cenu poroty na festivalu Finále Plzeň roku 2008 a byl oceněn jako nejlepší dokumentární film na Famufestu v roce 2007. Snímek Show! o dívčí kapele 5Angels získal Cenu české filmové kritiky za nejlepší dokumentární film a Cenu diváků na festivalu Ji.hlava roku 2013.
Jako novinář pracoval v časopise Nový Prostor. Pro web časopisu Respekt natáčel videa. Jako herec vystupoval ve Studiu Hrdinů, v Divadle D21, MeetFactory či v Chemickém divadle.
Je průkopníkem slam poetry v Česku, roku 2005 se v této disciplíně stal mistrem republiky. Pořádal také slammerské workshopy pro lidi ze sociálně znevýhodněného prostředí.